# برابودهنام
برابودهنام (الماليالامية: പ്രബോധനം) هي مجلة إسلامية أسبوعية تصدر باللغة المالايالامية من قاليقوط في ولاية كيرالا، بالهند .

## التاريخ
بدأت كمنشور شهري في عام 1949 م. ولكنها تحولت فيما بعد إلى مجلة أسبوعية في عام 1964. المجلة تابعة رسميًا لفرع كيرالا للجماعة الإسلامية الهندية. تأسست برابودهنام من القادة المؤسسين لولاية كيرالا الحلق من جماعة الهند الإسلامية، نائب الرئيس محمد علي (الحاج صاحب) عبد الله مولوي [الإنجليزية]. ناشر مجلة برابودهانام هو صندوق الخدمات الإسلامية ومقره في قاليقوط. احتفلت برابودهانام بالذكرى الستين لتأسيسها في عام 2009.

## روابط خارجية
- الموقع الرسمي لصحيفة برابودهانام الأسبوعية